# Яркинский сельсовет
Яркинский сельсовет - сельское поселение в Кежемском районе Красноярского края.
Административный центр - село Яркино.

## Население
| 2010 | 2012 | 2013 | 2014 | 2015 | 2016 | 2017 |
| ---- | ---- | ---- | ---- | ---- | ---- | ---- |
| 167  | ↘140 | ↗141 | ↗144 | →144 | ↘136 | ↗137 |

## Состав сельского поселения
В состав сельского поселения входит один населённый пункт — село Яркино.

## Местное самоуправление
Яркинский сельский Совет депутатов
Дата избрания: 14.03.2010. Срок полномочий: 5 лет. Количество депутатов:  7
Глава муниципального образования
- Кулаков Геннадий Николаевич. Дата избрания: 14.03.2010. Срок полномочий: 5 лет